# Mickey's Ultimate Challenge
Mickey's Ultimate Challenge est un jeu vidéo de plate-forme et de réflexion sorti en 1994 sur Super Nintendo, Game Boy, Mega Drive, Master System et Game Gear.

## Accueil
- Electronic Gaming Monthly : 25/40 (MD)[1] - 27/40 (GB)[2]